# گردان گمشده (فیلم ۱۹۱۹)
گردان گمشده (به انگلیسی: The Lost Battalion) یک فیلم جنگی صامت آمریکایی محصول سال ۱۹۱۹ که در مورد واحدهای تیپ پشتیبانی هفتاد و هفتم پیاده‌نظام ("گردان گمشده") است که در طول جنگ جهانی اول به اعماق جنگل آرگون فرانسه نفوذ می‌کنند. این فیلم توسط بارتون ال کینگ کارگردانی شده‌است و سرگرد چارلز و تعدادی از سربازان واقعی این واقعه در فیلم به عنوان بازیگر حضور دارند. این فیلم در ۲ ژوئیه ۱۹۱۹ در آمریکای شمالی منتشر شد. همچنین از این فیلم در سال ۲۰۰۱ توسط راسل مالکهی بازسازی با همین نام (گردان گمشده) منتشر شد.